# Forêt domaniale de Grésigne
La forêt de la Grésigne, entre les vallées de l'Aveyron, de la Vère et du Cérou, est ceinturée au nord par les plateaux calcaires et au sud-est par le causse de Cordes.
La prépondérance des chênes (60 % du peuplement en chêne rouvre, 15 % en chêne pédonculé) fait de la Grésigne la plus vaste chênaie rouvre du midi de la France. Après avoir appartenu au territoire de Puycelsi, elle dépend de la commune de Castelnau-de-Montmiral depuis le 21 février 1814.
Elle est longée par le sentier de grande randonnée GR 46.

## Histoire
Malgré l'absence d'habitat permanent, cette forêt primaire est utilisée depuis longtemps (oppida protohistoriques, le mieux conservé étant l'oppidum Saint-Clément) ; elle a été exploitée par les seigneurs et les communautés paysannes.
Colbert en tire les mâts de chêne pour la marine royale ; les gentilshommes verriers utilisent le grès (qui donne son nom à la forêt) pour souffler un verre célèbre, de couleur vert-bleu, en consommant de grandes quantités de bois pour alimenter leurs fours; les charbonniers en tirent le charbon de bois avant qu'il soit remplacé par le charbon de terre du Carmausin; les riverains s'en servent comme combustible ou comme bois d’œuvre...
Mais une exploitation longtemps anarchique contraint l'État à entreprendre des Réformations et à remettre régulièrement en cause les privilèges et us et coutumes des riverains. La première est effectuée par Jean Bardon en 1542 mais ce dernier étant juriste et non forestier, ses décisions malgré leur sévérité seront peu suivies d'effet. Ce n'est pas le cas de la Réformation menée par l'expert forestier Louis de Froidour, envoyé par Colbert en 1666 dans cette forêt, la plus grande de la Maîtrise de Toulouse. Constatant le pillage, ses conclusions sont sans appel : exploitation anarchique, abus des gentilshommes verriers, exactions des ateliers de merrains clandestins, défrichements par les troupeaux etc. Selon Froidour, la forêt n’apporte aucun profit au roi compte tenu d'un enclavement qui rend impossible son utilisation pour la marine de Colbert, mais profite au contraire aux populations locales qui en usent et en abusent.
Le désenclavement de la forêt est envisagé à partir de 1748 grâce à la canalisation de la Vère qui aurait permis au bois de rejoindre la rivière Aveyron puis le Tarn jusqu'à Moissac. Après des querelles quant au tracé, à l'approvisionnement en eau et au coût de ce canal, Louis XV en autorise néanmoins le creusement en 1752 mais le projet est abandonné en 1772. La deuxième moitié du XVIIIe siècle voit une déforestation intensive de la région qui inquiète les habitants
et l'administration départementale. Ainsi le préfet Lamarque écrit en 1789 : « Le prix du bois augmente chaque jour, et l'on s'aperçoit « qu'il devient rare (../..) Des genêts, des bourdaines remplacent les antiques chênes de la forêt de Grésigne, concédée à M. de Maillebois, et qu'il a fait défricher par des Saxons »
Devenue forêt domaniale de l'État républicain après de nombreuses vicissitudes sous l'Empire et la Restauration, la forêt de Grésigne, désormais gérée par l'Office National des Forêts, est toujours exploitée pour son bois mais elle a su trouver un équilibre avec d'autres utilisations (chasse au tir, chasse à courre, randonnées, promenades, le célèbre Trail de Grésigne...). En prolongement de sa vocation forestière, un Conservatoire d'espèces fruitières et vignes anciennes a été créé en 1985 par le Département du Tarn entre le pech de Puycelsi et l'entrée de la forêt. Ce Verger et la forêt sont parcourus par un Sentier du Patrimoine.
Pendant l'occupation allemande de la Seconde Guerre mondiale, la forêt de Grésigne abritait le Maquis de la Grésigne, un maquis
international appartenant au groupe Vendôme, sous le commandement de Karl Matiszyk et qui était constitué de résistants essentiellement polonais et espagnols.

## Faune
La faiblesse de l'occupation humaine permet depuis à la forêt de Grésigne d'abriter une faune riche en cervidés (cerfs, chevreuils), sangliers, petits mammifères carnassiers (fouines, martres, genettes, chats sauvages), ainsi que plus d'une centaine d'espèces d'oiseaux nicheurs (aigle botté, palombe, faucon crécerelle, chouette effraie, chouette hulotte, hibou grand-duc, bergeronnette des ruisseaux, fauvette à tête noire, mésange nonnette…). Elle est la troisième forêt de France en nombre de coléoptères (2 380 espèces de coléoptères inventoriées) et autres invertébrés remarquables. Beaucoup de ces espèces sont liées aux arbres sénescents, parfois aux zones humides.

## Contes et légendes
La romancière et conteuse Gudule qui habitait le Tarn a raconté plusieurs légendes traditionnelles se rapportant à la forêt de Grésigne dans différents recueils. Ces contes ont pour personnages récurrents la petite reine de Montmiral et un farfadet du nom de Reno.
- Le Farfadet gourmand in Contes et légendes des elfes et des lutins / Gudule. Paris : Nathan, DL septembre 2006, p. 105-114. (Contes et légendes ; 60).  (ISBN 2-09-251323-0). Réimpr. nouv. couv. 04/2012,  (ISBN 978-2-09-254008-4)

- Comment Reno le farfadet rencontra, délivra et aima un cochon in Contes et légendes des elfes et des lutins / Gudule. Paris : Nathan, DL septembre 2006, p. 117-127. (Contes et légendes ; 60).  (ISBN 2-09-251323-0). Réimpr. nouv. couv. 04/2012,  (ISBN 978-2-09-254008-4)

- Le Mariage de Reno in Contes et légendes des elfes et des lutins / Gudule. Paris : Nathan, DL septembre 2006, p. 129-134. (Contes et légendes ; 60).  (ISBN 2-09-251323-0). Réimpr. nouv. couv. 04/2012,  (ISBN 978-2-09-254008-4)

- L'Ermite de l’Audoulou in Princesse Zoumouroud : 11 contes de sagesse / Gudule. [Paris] : le Livre de poche jeunesse, DL septembre 2008, p. 51-60. (Le livre de poche. Jeunesse. Conte : primaire ; 1360).  (ISBN 978-2-01-322638-7)

- L'Homme sans visage in Le Livre secret des monstres / collectif. [Verneuil-sur-Seine] : Éd. Mic-mac, DL octobre 2010, p. 18-26.  (ISBN 978-2-917460-38-2) (coffret). –  (ISBN 978-2-36221047-1) (livre)

- La Petite reine qui sauva les arbres in Le Croqueur de lune : 21 contes à lire les soirs d’hiver / Gudule. Namur (Belgique) : Mijade, février 2011, p. 115-124. (Zone J).  (ISBN 978-2-87423-062-2)

## La Grésigne dans l'art

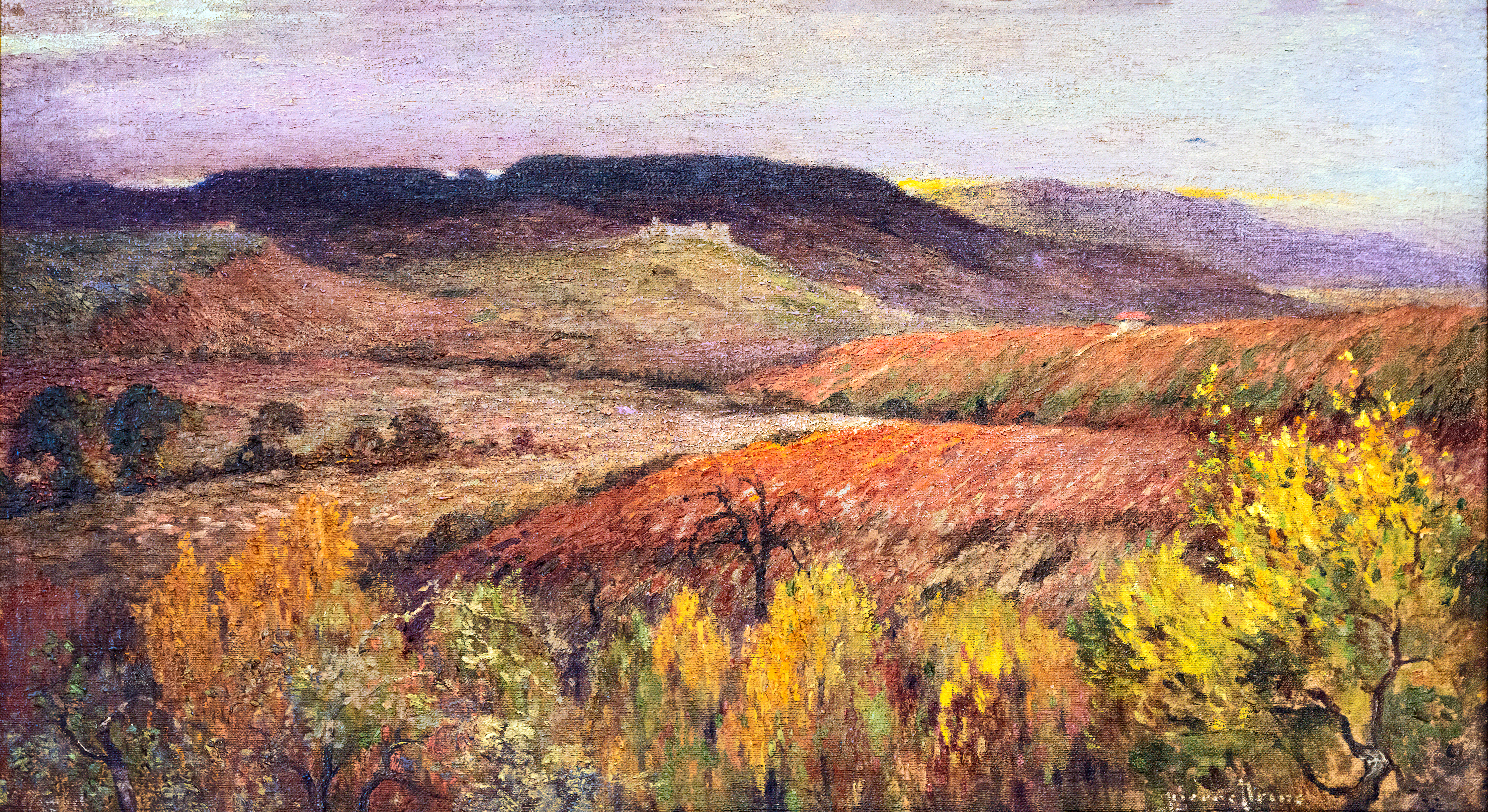
Coucher de soleil au dessus de la Grésigne (Tarn) - Pierre Prins - Musée des Beaux-Arts de Gaillac